# Nerve Net
Nerve Net je studiové album britského multi-instrumentalisty Briana Eno. Vyšlo v září 1992 u vydavatelství All Saints Records a jeho producentem byl Brian Eno. Album vyšlo i v Československu u vydavatelství Popron. Na albu se Eno vrátil k rockovějšímu stylu s prvky jazzu. Jako doprovodní hudebníci se zde představili například Robert Fripp (King Crimson) nebo John Paul Jones (Led Zeppelin). V roce 2014 vyšla reedice alba.

## Seznam skladeb
Všechny skladby složil Brian Eno.
| Pořadí         | Název                   | Délka |
| -------------- | ----------------------- | ----- |
| 1.             | Fractal Zoom            | 6:24  |
| 2.             | Wire Shock              | 5:27  |
| 3.             | What Actually Happened? | 4:41  |
| 4.             | Pierre in Mist          | 3:47  |
| 5.             | My Squelchy Life        | 4:02  |
| 6.             | Juju Space Jazz         | 4:26  |
| 7.             | The Roil, the Choke     | 5:00  |
| 8.             | Ali Click               | 4:13  |
| 9.             | Distributed Being       | 6:10  |
| 10.            | Web                     | 6:21  |
| 11.            | Web (Lascaux Mix)       | 9:44  |
| 12.            | Decentre                | 3:26  |
| Celková délka: | Celková délka:          | 64:25 |

| Bonusy na reedici z roku 2005 | Bonusy na reedici z roku 2005     | Bonusy na reedici z roku 2005 |
| Pořadí                        | Název                             | Délka                         |
| ----------------------------- | --------------------------------- | ----------------------------- |
| 13.                           | Fractal Zoom (Separate Time Edit) | 4:14                          |
| 14.                           | Ali Click (Doo Gap Mix)           | 4:43                          |

## Obsazení
- Robert Ahwai – kytara
- Peter Anderson – kytara
- Richard Bailey – bicí
- Duchess Nell Catchpole – zpěv, hlas
- Ian Dench – smyčky
- Markus Dravs – bicí, programování
- Wayne Duchamp – altsaxofon
- Brian Eno – varhany, syntezátory, basová kytara, kytara, klávesy, tenorsaxofon, zpěv, hlasy, zvuky
- Roger Eno – klavír, samplování
- Robert Fripp – kytara
- John Paul Jones – klavír
- John May – hlasy
- Roderick Melvin – klavír
- Sugarfoot Moffett – bicí
- John Moorby – hlasy
- Alice Ngukwe – tenorsaxofon
- Winston Ngukwe – konga
- Isaac Osapanin – konga
- Anita Patel – hlasy
- Sunita Patel – hlasy
- Yogish Patel – hlasy
- Curtis Pelican – trubka
- Robert Quine – kytara
- Cecil Stamper III – bicí
- Benmont Tench – perkuse
- Christine West-Oram – zpěv
- Jamie West-Oram – kytara
- Romeo WIlliams – baskytara